# 川副浩平
川副 浩平（かわぞえ こうへい、1945年 - ）は、日本の医師。専門は心臓血管外科。岩手医科大学教授などを経て、聖路加国際病院ハートセンターセンター長。東京女子医科大学医学博士。

## 人物・経歴・プロフィール
1971年奈良県立医科大学医学部卒業。東京女子医科大学心臓血圧研究所外科を経て、1980年から国立循環器病センター医長。1991年東京女子医科大学から医学博士の学位を取得。1995年から岩手医科大学医学部第3外科教授、2003年から2006年まで岩手医科大学附属病院長併任。
2006年岩手医科大学を退職し、医療法人誠光会草津総合病院院長に就任。2008年9月聖路加国際病院第3代ハートセンター長兼心臓血管外科特別顧問に就任。母校公立大学法人奈良県立医科大学経営審議会学外委員等も務める。
心臓弁膜症手術に精通。患者自身の弁を修復する弁形成術の第一人者。僧帽弁形成術を日本に標準術式として広めた人物。2012年には三笠宮崇仁親王の手術の執刀医を務めた。
2013年4月関西医科大学(関西医科大学附属滝井病院)から、(2013年4月から再スタートした)心臓血管センター長に任命された。